# Ambaghai
Ambaghai sau Hambaqai Han (în mongolă ᠠᠮᠪᠠᠭᠠᠢ) a fost un han al Khamagului Mongol, unul dintre strănepoții lui Haidu Han și vărul și predecesorul lui Hotula Han.